# Гордина (деревня)
Гордина — деревня в Кудымкарском районе Пермского края. Входила в состав Белоевского сельского поселения. Располагается на реке Лопве северо-западнее от города Кудымкара. Расстояние до районного центра составляет 24 км. По данным Всероссийской переписи населения 2010 года, в деревне проживало 2 человека (1 мужчина и 1 женщина).

## История
По данным на 1 июля 1963 года, в деревне проживало 80 человек. Населённый пункт входил в состав Белоевского сельсовета.